# The Bachelor and the Bobby-Soxer
The Bachelor and the Bobby-Soxer o The Bachelor Knight (El solterón y la menor o El solterón y la adolescente) es una película estadounidense de 1947 con guion de Sidney Sheldon, dirección de Irving Reis y actuación de Cary Grant, Myrna Loy, Shirley Temple y Rudy Vallee.

## Argumento
Margaret Turner (Myrna Loy) es una juez que, aun siendo cortejada continuamente por el fiscal Tommy Chamberlain (Rudy Vallee), no tiene tiempo para enamorarse, ya que está ocupada cuidando a su hermana Susan (Shirley Temple) de 17 años. 
En uno de sus juicios, Margaret conoce a Dick Nugent (Cary Grant), un artista guapo y sofisticado, y cuando se da cuenta de que da conferencias de arte en la escuela de su hermana empieza a fijarse en él, pero a Susan le pasa lo mismo.

## Premios

### Oscar 1947
| Categoría            | Persona        | Resultado |
| -------------------- | -------------- | --------- |
| Mejor guion original | Sidney Sheldon | Ganador   |